# ديميتريوس غوناريس
 ديمتريوس غوناريس  (باليونانية: Δημήτριος Γούναρης) (5 يناير 1866 - 15 نوفمبر 1922) رئيس وزراء اليونان من 10 مارس 1915 إلى 23 أغسطس 1915 ومن 8 أبريل 1921 إلى 16 مايو 1922. زعيم حزب الشعب اليوناني، كان هو الخصم السياسي اليميني لمنافسه إلفثيريوس فينيزيلوس. ارتبط اسمه بالنتائج السلبية لحملة آسيا الصغرى بسبب سوء إدارة الحكومة، الأمر الذي أدى إلى إلقاء القبض عليه وأحيل إلى المحاكمة ونفذ فيه حكم الإعدام.
درس القانون في «جامعة أثينا» وتابع دراسته في ألمانيا وفرنسا وإنجلترا، قبل أن يعود إلى مسقط رأسه باتراس. انتخب نائبا عن آخايا في عام 1902، وتميز بأنه خطيب مفوّه وعضو في ما يسمى «المجموعة اليابانية» التي عارضت حكومة «جيورجيوس ثيوتوكيس» بين عامي 1906 - 1908. ورغم ذلك، انضم غوناريس نفسه إلى تلك الحكومة في عام 1908 وزيراً للمالية، معربا عن أمله في تنفيذ برنامج إصلاحي، وبهذا تسبب في حل من هذه المجموعة، على الرغم من أنه سرعان ما إضطر إلى الاستقالة. وعلى الرغم من آرائه التقدمية (كان معجبا بقوانين بسمارك الاجتماعية الألمانية)، إلا أن توجهه السياسي المحافظ قاده ليكون أبرز معارضي إلفثيريوس فينيزيلوس. عيّنه الملك قسطنطين الأول رئيساً لوزراء اليونان بعد استقالة وزارة فينيزيلوس الأولى في عام 1915. لدوره المعارض لفينيزيلوس، نُفي هو والمعارضين الآخرين لنظام مع فينيزيلوس إلى كورسيكا في عام 1917، بعد عودة فينيزيلوس للسلطة في أثينا. تمكّن من الفرار إلى إيطاليا في عام 1918، ولكن لم يتمكن من العودة إلى اليونان إلا في عام 1920، للمشاركة في انتخابات نوفمبر الحاسمة باعتباره زعيماً لـ «اتحاد المعارضة»، أثناء حملة آسيا الصغرى.
بعد هزيمة فينيزيلوس، سيطر على الأغلبية في البرلمان، وكان المحرك الرئيسي للحكومات الملكية التالية، لكنه لم يتول منصب رئيس الوزراء إلا في أبريل 1921. وعلى الرغم من وعوده الانتخابية بالانسحاب من آسيا الصغرى، إلا أنه لم يجد طريقة مشرّفة للانسحاب، فواصل الحرب ضد تركيا. على الرغم استعداده لقبول حل وسط مع الأتراك، كما أظهر في محادثات لندن في بداية عام 1921، إلا أنه وافق على بدء الهجوم اليوناني في مارس 1921، من أجل تكثيف الضغط على الثوار الأتراك. لم يكن الجيش اليوناني مستعداً، وصُدّ الهجوم اليوناني في معركة إينونو الثانية، وكانت أول هزيمة لليونان في حملة آسيا الصغرى. وبعد التقدم اليوناني الناجح نحو اسكيشهر وأفيون قره حصار في يوليو 1921، حثّ قواته على مواصلة التقدم نحو أنقرة، لكنه الزحف توقف بعد الهزيمة في معركة سقاريا.
بعد انسحاب اليونانيون لتشكيل جبهة جديدة، ناشد غوناريس الحلفاء، وخاصة بريطانيا العظمى للحصول على المساعدة والوساطة. وعلى الرغم من أنه هدد البريطانيين بالانسحاب من جانب واحد، أمرت حكومته الجيش اليوناني بالثبات في مواقعهم، لعد قدرة الحكومة على تحمل الأعباء السياسية الناتجة عن التخلي عن آسيا الصغرى، وترك الكثير من اليونانين الذين يعيشون هناك للانتقام التركي. تسببت هذه الأزمة السياسية العميقة في سقوط حكومة غوناريس في مايو 1922، بعد نجاته من اقتراع على حجب الثقة من حكومته، ولكن هيمنة اتباعه على البرلمان جعلته يتبادل فقط منصب رئيس الوزراء مع وزير العدل في حكومته «بيتروس بروتوباباداكيس».
بعد وقوع الكارثة في أغسطس 1922، نتيجة هزيمة اليونانيين على يد قوات مصطفى كمال أتاتورك، ثارت بقايا الجيش اليوناني في سبتمبر 1922، وخلعت الحكومة. وشكّل المتمردون المؤيدون لفينيزيلوس، تحت قيادة الكولونيل «نيكولاوس بلاستيراس» محاكمة عسكرية لمحاكمة من اعتبرتهم مسؤولون عن هذه الكارثة، فيما يسمى بـ «محاكمة الستة» التي عقدت في نوفمبر 1922، وجدت المتهمين ومن بينهم غوناريس مدانين بتهمة الخيانة العظمى. وقد أعدم مع الآخرين في «جودي» في نفس يوم 28 نوفمبر وهو نفس يوم صدور الحكم. على الرغم من أنه يتحمل دون شك قدراً من المسؤولية عن العمليات العسكرية والدبلوماسية التي أدت إلى كارثة حملة آسيا الصغرى، إلا أنه ينظر لمحاكمته وإعدامه على أنها كبش فداء قُدّمَ للتنفيس عن غضب الشعب، فضلا عن دافع الكراهية لدى الفينيزيلوسيين تجاهه.